# Abel (famiglia)

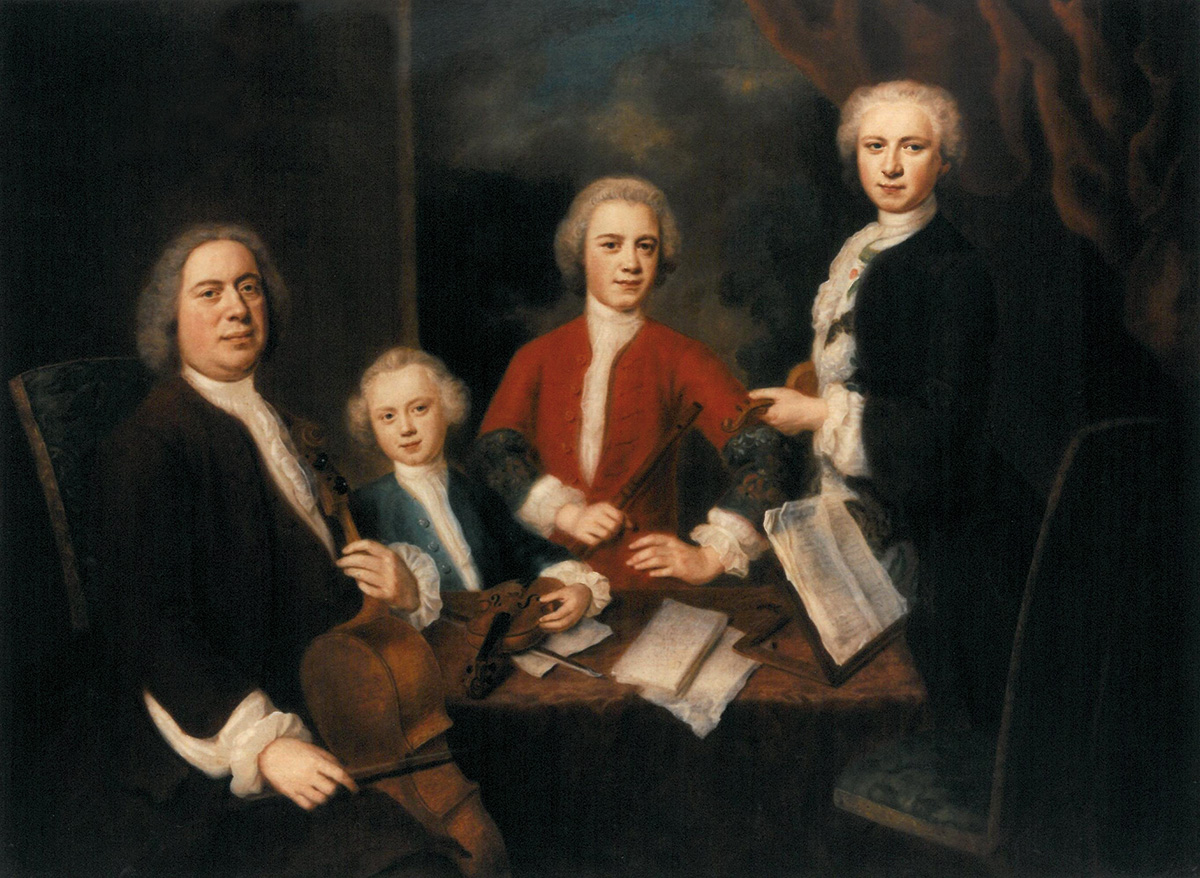
Dipinto attribuito a Balthasar Denner e ritenuto un ritratto di Christian Ferdinand Abel e tre dei suoi figli (compreso Karl Friedrich Abel). Eseguito verso il 1730, è proprietà della Internationale Bachakademie di Stoccarda

Gli Abel (più anticamente Abell) furono una famiglia tedesca, i cui membri acquistarono fama fra il XVII e il XIX secolo. Fra essi figurano numerosi musicisti (soprattutto violinisti, gambisti e compositori), alcuni pittori e il chimico sir Frederick Augustus Abel.

## Storia
La famiglia ha origine nel nord della Germania: Heinrich Othmar Abel, il più antico fra i componenti noti della famiglia, fu musicista in diverse località. Era padre di Ernst Abel, che suonò nell'orchestra di corte di Hannover tra il 1637 e il 1641, e nonno di Clamor Heinrich Abel, anch'egli violinista e compositore attivo a Hannover e a Francoforte.
A partire dai primi anni del settecento, la famiglia era stanziata a Zerbst, dove nacquero i quattro fratelli Leopold August, Ernst August, Ernst Heinrich e Karl Friedrich. Da quegli anni e per tutta la durata del secolo, alla professione musicale della maggior parte dei membri si affiancò quella pittorica di altri. Dal 1767 la Mecklenburgische Staatskapelle Schwerin, in cui lavoravano tutti i componenti musicisti della famiglia, si trasferì da Schwerin a Ludwigslust, comportando uno spostamento degli Abel: Friedrich Ludwig Aemilius e i suoi due figli Friedrich Ludwig e Johann Leopold ebbero i natali proprio nella cittadina del Meclemburgo.
Questi ultimi due per ragioni economiche emigrarono all'inizio dell'Ottocento negli Stati Uniti e in Inghilterra, dove nacque l'ultimo membro noto della famiglia, il chimico Frederick Augustus Abel, morto nel 1902.

## Albero genealogico
|  |  |  |  |  |  |                                                       |                                                       |                                                       |                                                       |                                                       |                                                       |  |  |                                                   |                                                   |                                                   |                                                   |                                                   |                                                   |                           |                           |                                               |                                               |                                                      |                                                      |                                                      |                                                      |                                                           |                                                           |                                                           |                                                           |                                                                |                                                                |                                                                |                                                                |                                                                |                                                                |                                                       |                                                       |                                                       |                                                       |                                                       |                                                       |                                         |                                         |  |  |                                                        |                                                        |                                                        |                                                        |                                                        |                                                        |  |  |  |  |  |  |  |  |  |  |
|  |  |  |  |  |  |                                                       |                                                       |                                                       |                                                       |                                                       |                                                       |  |  |                                                   |                                                   |                                                   |                                                   |                                                   |                                                   |                           |                           |                                               |                                               |                                                      |                                                      |                                                      |                                                      | Heinrich Othmar Abel (ca. 1580-post 1630) musicista       |                                                           |                                                           |                                                           |                                                                |                                                                |                                                                |                                                                |                                                                |                                                                |                                                       |                                                       |                                                       |                                                       |                                                       |                                                       |                                         |                                         |  |  |                                                        |                                                        |                                                        |                                                        |                                                        |                                                        |  |  |  |  |  |  |  |  |  |  |
|  |  |  |  |  |  |                                                       |                                                       |                                                       |                                                       |                                                       |                                                       |  |  |                                                   |                                                   |                                                   |                                                   |                                                   |                                                   |                           |                           |                                               |                                               |                                                      |                                                      |                                                      |                                                      |                                                           |                                                           |                                                           |                                                           |                                                                |                                                                |                                                                |                                                                |                                                                |                                                                |                                                       |                                                       |                                                       |                                                       |                                                       |                                                       |                                         |                                         |  |  |                                                        |                                                        |                                                        |                                                        |                                                        |                                                        |  |  |  |  |  |  |  |  |  |  |
|  |  |  |  |  |  |                                                       |                                                       |                                                       |                                                       |                                                       |                                                       |  |  |                                                   |                                                   |                                                   |                                                   |                                                   |                                                   |                           |                           |                                               |                                               |                                                      |                                                      |                                                      |                                                      | Ernst Abel (floruit 1637-1641) musicista                  |                                                           |                                                           |                                                           |                                                                |                                                                |                                                                |                                                                |                                                                |                                                                |                                                       |                                                       |                                                       |                                                       |                                                       |                                                       |                                         |                                         |  |  |                                                        |                                                        |                                                        |                                                        |                                                        |                                                        |  |  |  |  |  |  |  |  |  |  |
|  |  |  |  |  |  |                                                       |                                                       |                                                       |                                                       |                                                       |                                                       |  |  |                                                   |                                                   |                                                   |                                                   |                                                   |                                                   |                           |                           |                                               |                                               |                                                      |                                                      |                                                      |                                                      |                                                           |                                                           |                                                           |                                                           |                                                                |                                                                |                                                                |                                                                |                                                                |                                                                |                                                       |                                                       |                                                       |                                                       |                                                       |                                                       |                                         |                                         |  |  |                                                        |                                                        |                                                        |                                                        |                                                        |                                                        |  |  |  |  |  |  |  |  |  |  |
|  |  |  |  |  |  |                                                       |                                                       |                                                       |                                                       |                                                       |                                                       |  |  |                                                   |                                                   |                                                   |                                                   |                                                   |                                                   |                           |                           |                                               |                                               |                                                      |                                                      |                                                      |                                                      | Clamor Heinrich Abel (1634-1696) compositore e violinista | Clamor Heinrich Abel (1634-1696) compositore e violinista | Clamor Heinrich Abel (1634-1696) compositore e violinista | Clamor Heinrich Abel (1634-1696) compositore e violinista | Clamor Heinrich Abel (1634-1696) compositore e violinista      | Clamor Heinrich Abel (1634-1696) compositore e violinista      |                                                                |                                                                | Maddalena Herbof                                               | Maddalena Herbof                                               | Maddalena Herbof                                      | Maddalena Herbof                                      | Maddalena Herbof                                      | Maddalena Herbof                                      |                                                       |                                                       |                                         |                                         |  |  |                                                        |                                                        |                                                        |                                                        |                                                        |                                                        |  |  |  |  |  |  |  |  |  |  |
|  |  |  |  |  |  |                                                       |                                                       |                                                       |                                                       |                                                       |                                                       |  |  |                                                   |                                                   |                                                   |                                                   |                                                   |                                                   |                           |                           |                                               |                                               |                                                      |                                                      |                                                      |                                                      | Clamor Heinrich Abel (1634-1696) compositore e violinista | Clamor Heinrich Abel (1634-1696) compositore e violinista | Clamor Heinrich Abel (1634-1696) compositore e violinista | Clamor Heinrich Abel (1634-1696) compositore e violinista | Clamor Heinrich Abel (1634-1696) compositore e violinista      | Clamor Heinrich Abel (1634-1696) compositore e violinista      |                                                                |                                                                | Maddalena Herbof                                               | Maddalena Herbof                                               | Maddalena Herbof                                      | Maddalena Herbof                                      | Maddalena Herbof                                      | Maddalena Herbof                                      |                                                       |                                                       |                                         |                                         |  |  |                                                        |                                                        |                                                        |                                                        |                                                        |                                                        |  |  |  |  |  |  |  |  |  |  |
|  |  |  |  |  |  |                                                       |                                                       |                                                       |                                                       |                                                       |                                                       |  |  |                                                   |                                                   |                                                   |                                                   |                                                   |                                                   |                           |                           |                                               |                                               |                                                      |                                                      |                                                      |                                                      |                                                           |                                                           |                                                           |                                                           |                                                                |                                                                |                                                                |                                                                |                                                                |                                                                |                                                       |                                                       |                                                       |                                                       |                                                       |                                                       |                                         |                                         |  |  |                                                        |                                                        |                                                        |                                                        |                                                        |                                                        |  |  |  |  |  |  |  |  |  |  |
|  |  |  |  |  |  |                                                       |                                                       |                                                       |                                                       |                                                       |                                                       |  |  |                                                   |                                                   |                                                   |                                                   |                                                   |                                                   |                           |                           |                                               |                                               |                                                      |                                                      |                                                      |                                                      |                                                           |                                                           |                                                           |                                                           | Christian Ferdinand Abel (1682-1761) gambista e violoncellista | Christian Ferdinand Abel (1682-1761) gambista e violoncellista | Christian Ferdinand Abel (1682-1761) gambista e violoncellista | Christian Ferdinand Abel (1682-1761) gambista e violoncellista | Christian Ferdinand Abel (1682-1761) gambista e violoncellista | Christian Ferdinand Abel (1682-1761) gambista e violoncellista |                                                       |                                                       | Anna Christina Holm                                   | Anna Christina Holm                                   | Anna Christina Holm                                   | Anna Christina Holm                                   | Anna Christina Holm                     | Anna Christina Holm                     |  |  |                                                        |                                                        |                                                        |                                                        |                                                        |                                                        |  |  |  |  |  |  |  |  |  |  |
|  |  |  |  |  |  |                                                       |                                                       |                                                       |                                                       |                                                       |                                                       |  |  |                                                   |                                                   |                                                   |                                                   |                                                   |                                                   |                           |                           |                                               |                                               |                                                      |                                                      |                                                      |                                                      |                                                           |                                                           |                                                           |                                                           | Christian Ferdinand Abel (1682-1761) gambista e violoncellista | Christian Ferdinand Abel (1682-1761) gambista e violoncellista | Christian Ferdinand Abel (1682-1761) gambista e violoncellista | Christian Ferdinand Abel (1682-1761) gambista e violoncellista | Christian Ferdinand Abel (1682-1761) gambista e violoncellista | Christian Ferdinand Abel (1682-1761) gambista e violoncellista |                                                       |                                                       | Anna Christina Holm                                   | Anna Christina Holm                                   | Anna Christina Holm                                   | Anna Christina Holm                                   | Anna Christina Holm                     | Anna Christina Holm                     |  |  |                                                        |                                                        |                                                        |                                                        |                                                        |                                                        |  |  |  |  |  |  |  |  |  |  |
|  |  |  |  |  |  |                                                       |                                                       |                                                       |                                                       |                                                       |                                                       |  |  |                                                   |                                                   |                                                   |                                                   |                                                   |                                                   |                           |                           |                                               |                                               |                                                      |                                                      |                                                      |                                                      |                                                           |                                                           |                                                           |                                                           |                                                                |                                                                |                                                                |                                                                |                                                                |                                                                |                                                       |                                                       |                                                       |                                                       |                                                       |                                                       |                                         |                                         |  |  |                                                        |                                                        |                                                        |                                                        |                                                        |                                                        |  |  |  |  |  |  |  |  |  |  |
|  |  |  |  |  |  |                                                       |                                                       |                                                       |                                                       |                                                       |                                                       |  |  |                                                   |                                                   |                                                   |                                                   |                                                   |                                                   |                           |                           |                                               |                                               |                                                      |                                                      |                                                      |                                                      |                                                           |                                                           |                                                           |                                                           |                                                                |                                                                |                                                                |                                                                |                                                                |                                                                |                                                       |                                                       |                                                       |                                                       |                                                       |                                                       |                                         |                                         |  |  |                                                        |                                                        |                                                        |                                                        |                                                        |                                                        |  |  |  |  |  |  |  |  |  |  |
|  |  |  |  |  |  |                                                       |                                                       |                                                       |                                                       |                                                       |                                                       |  |  |                                                   |                                                   | Benigna Charlotte Retzlen                         | Benigna Charlotte Retzlen                         | Benigna Charlotte Retzlen                         | Benigna Charlotte Retzlen                         | Benigna Charlotte Retzlen | Benigna Charlotte Retzlen |                                               |                                               | Leopold August Abel (1714-1794) pittore e violinista | Leopold August Abel (1714-1794) pittore e violinista | Leopold August Abel (1714-1794) pittore e violinista | Leopold August Abel (1714-1794) pittore e violinista | Leopold August Abel (1714-1794) pittore e violinista      | Leopold August Abel (1714-1794) pittore e violinista      |                                                           |                                                           | Ernst August Abel (1720 ca.-1790 ca.) pittore                  | Ernst August Abel (1720 ca.-1790 ca.) pittore                  | Ernst August Abel (1720 ca.-1790 ca.) pittore                  | Ernst August Abel (1720 ca.-1790 ca.) pittore                  | Ernst August Abel (1720 ca.-1790 ca.) pittore                  | Ernst August Abel (1720 ca.-1790 ca.) pittore                  |                                                       |                                                       | Ernst Heinrich Abel (1721-1787) pittore               | Ernst Heinrich Abel (1721-1787) pittore               | Ernst Heinrich Abel (1721-1787) pittore               | Ernst Heinrich Abel (1721-1787) pittore               | Ernst Heinrich Abel (1721-1787) pittore | Ernst Heinrich Abel (1721-1787) pittore |  |  | Karl Friedrich Abel (1723-1787) compositore e gambista | Karl Friedrich Abel (1723-1787) compositore e gambista | Karl Friedrich Abel (1723-1787) compositore e gambista | Karl Friedrich Abel (1723-1787) compositore e gambista | Karl Friedrich Abel (1723-1787) compositore e gambista | Karl Friedrich Abel (1723-1787) compositore e gambista |  |  |  |  |  |  |  |  |  |  |
|  |  |  |  |  |  |                                                       |                                                       |                                                       |                                                       |                                                       |                                                       |  |  |                                                   |                                                   | Benigna Charlotte Retzlen                         | Benigna Charlotte Retzlen                         | Benigna Charlotte Retzlen                         | Benigna Charlotte Retzlen                         | Benigna Charlotte Retzlen | Benigna Charlotte Retzlen |                                               |                                               | Leopold August Abel (1714-1794) pittore e violinista | Leopold August Abel (1714-1794) pittore e violinista | Leopold August Abel (1714-1794) pittore e violinista | Leopold August Abel (1714-1794) pittore e violinista | Leopold August Abel (1714-1794) pittore e violinista      | Leopold August Abel (1714-1794) pittore e violinista      |                                                           |                                                           | Ernst August Abel (1720 ca.-1790 ca.) pittore                  | Ernst August Abel (1720 ca.-1790 ca.) pittore                  | Ernst August Abel (1720 ca.-1790 ca.) pittore                  | Ernst August Abel (1720 ca.-1790 ca.) pittore                  | Ernst August Abel (1720 ca.-1790 ca.) pittore                  | Ernst August Abel (1720 ca.-1790 ca.) pittore                  |                                                       |                                                       | Ernst Heinrich Abel (1721-1787) pittore               | Ernst Heinrich Abel (1721-1787) pittore               | Ernst Heinrich Abel (1721-1787) pittore               | Ernst Heinrich Abel (1721-1787) pittore               | Ernst Heinrich Abel (1721-1787) pittore | Ernst Heinrich Abel (1721-1787) pittore |  |  | Karl Friedrich Abel (1723-1787) compositore e gambista | Karl Friedrich Abel (1723-1787) compositore e gambista | Karl Friedrich Abel (1723-1787) compositore e gambista | Karl Friedrich Abel (1723-1787) compositore e gambista | Karl Friedrich Abel (1723-1787) compositore e gambista | Karl Friedrich Abel (1723-1787) compositore e gambista |  |  |  |  |  |  |  |  |  |  |
|  |  |  |  |  |  |                                                       |                                                       |                                                       |                                                       |                                                       |                                                       |  |  |                                                   |                                                   |                                                   |                                                   |                                                   |                                                   |                           |                           |                                               |                                               |                                                      |                                                      |                                                      |                                                      |                                                           |                                                           |                                                           |                                                           |                                                                |                                                                |                                                                |                                                                |                                                                |                                                                |                                                       |                                                       |                                                       |                                                       |                                                       |                                                       |                                         |                                         |  |  |                                                        |                                                        |                                                        |                                                        |                                                        |                                                        |  |  |  |  |  |  |  |  |  |  |
|  |  |  |  |  |  |                                                       |                                                       |                                                       |                                                       |                                                       |                                                       |  |  |                                                   |                                                   |                                                   |                                                   |                                                   |                                                   |                           |                           |                                               |                                               |                                                      |                                                      |                                                      |                                                      |                                                           |                                                           |                                                           |                                                           |                                                                |                                                                |                                                                |                                                                |                                                                |                                                                |                                                       |                                                       |                                                       |                                                       |                                                       |                                                       |                                         |                                         |  |  |                                                        |                                                        |                                                        |                                                        |                                                        |                                                        |  |  |  |  |  |  |  |  |  |  |
|  |  |  |  |  |  | Wilhelm Anton Christian Carl Abel (1748-1803) pittore | Wilhelm Anton Christian Carl Abel (1748-1803) pittore | Wilhelm Anton Christian Carl Abel (1748-1803) pittore | Wilhelm Anton Christian Carl Abel (1748-1803) pittore | Wilhelm Anton Christian Carl Abel (1748-1803) pittore | Wilhelm Anton Christian Carl Abel (1748-1803) pittore |  |  | Wilhelm August Christian Abel (1748-1803) pittore | Wilhelm August Christian Abel (1748-1803) pittore | Wilhelm August Christian Abel (1748-1803) pittore | Wilhelm August Christian Abel (1748-1803) pittore | Wilhelm August Christian Abel (1748-1803) pittore | Wilhelm August Christian Abel (1748-1803) pittore |                           |                           | Johanna Sophia Friderica Hein(t)z (1770-1824) | Johanna Sophia Friderica Hein(t)z (1770-1824) | Johanna Sophia Friderica Hein(t)z (1770-1824)        | Johanna Sophia Friderica Hein(t)z (1770-1824)        | Johanna Sophia Friderica Hein(t)z (1770-1824)        | Johanna Sophia Friderica Hein(t)z (1770-1824)        |                                                           |                                                           | August Christian Andreas Abel (1751-1835) violinista      | August Christian Andreas Abel (1751-1835) violinista      | August Christian Andreas Abel (1751-1835) violinista           | August Christian Andreas Abel (1751-1835) violinista           | August Christian Andreas Abel (1751-1835) violinista           | August Christian Andreas Abel (1751-1835) violinista           |                                                                |                                                                | Friedrich Ludwig Aemilius Abel (1770-1842) violinista | Friedrich Ludwig Aemilius Abel (1770-1842) violinista | Friedrich Ludwig Aemilius Abel (1770-1842) violinista | Friedrich Ludwig Aemilius Abel (1770-1842) violinista | Friedrich Ludwig Aemilius Abel (1770-1842) violinista | Friedrich Ludwig Aemilius Abel (1770-1842) violinista |                                         |                                         |  |  |                                                        |                                                        |                                                        |                                                        |                                                        |                                                        |  |  |  |  |  |  |  |  |  |  |
|  |  |  |  |  |  | Wilhelm Anton Christian Carl Abel (1748-1803) pittore | Wilhelm Anton Christian Carl Abel (1748-1803) pittore | Wilhelm Anton Christian Carl Abel (1748-1803) pittore | Wilhelm Anton Christian Carl Abel (1748-1803) pittore | Wilhelm Anton Christian Carl Abel (1748-1803) pittore | Wilhelm Anton Christian Carl Abel (1748-1803) pittore |  |  | Wilhelm August Christian Abel (1748-1803) pittore | Wilhelm August Christian Abel (1748-1803) pittore | Wilhelm August Christian Abel (1748-1803) pittore | Wilhelm August Christian Abel (1748-1803) pittore | Wilhelm August Christian Abel (1748-1803) pittore | Wilhelm August Christian Abel (1748-1803) pittore |                           |                           | Johanna Sophia Friderica Hein(t)z (1770-1824) | Johanna Sophia Friderica Hein(t)z (1770-1824) | Johanna Sophia Friderica Hein(t)z (1770-1824)        | Johanna Sophia Friderica Hein(t)z (1770-1824)        | Johanna Sophia Friderica Hein(t)z (1770-1824)        | Johanna Sophia Friderica Hein(t)z (1770-1824)        |                                                           |                                                           | August Christian Andreas Abel (1751-1835) violinista      | August Christian Andreas Abel (1751-1835) violinista      | August Christian Andreas Abel (1751-1835) violinista           | August Christian Andreas Abel (1751-1835) violinista           | August Christian Andreas Abel (1751-1835) violinista           | August Christian Andreas Abel (1751-1835) violinista           |                                                                |                                                                | Friedrich Ludwig Aemilius Abel (1770-1842) violinista | Friedrich Ludwig Aemilius Abel (1770-1842) violinista | Friedrich Ludwig Aemilius Abel (1770-1842) violinista | Friedrich Ludwig Aemilius Abel (1770-1842) violinista | Friedrich Ludwig Aemilius Abel (1770-1842) violinista | Friedrich Ludwig Aemilius Abel (1770-1842) violinista |                                         |                                         |  |  |                                                        |                                                        |                                                        |                                                        |                                                        |                                                        |  |  |  |  |  |  |  |  |  |  |
|  |  |  |  |  |  |                                                       |                                                       |                                                       |                                                       |                                                       |                                                       |  |  |                                                   |                                                   |                                                   |                                                   |                                                   |                                                   |                           |                           |                                               |                                               |                                                      |                                                      |                                                      |                                                      |                                                           |                                                           |                                                           |                                                           |                                                                |                                                                |                                                                |                                                                |                                                                |                                                                |                                                       |                                                       |                                                       |                                                       |                                                       |                                                       |                                         |                                         |  |  |                                                        |                                                        |                                                        |                                                        |                                                        |                                                        |  |  |  |  |  |  |  |  |  |  |
|  |  |  |  |  |  |                                                       |                                                       |                                                       |                                                       |                                                       |                                                       |  |  |                                                   |                                                   |                                                   |                                                   |                                                   |                                                   |                           |                           |                                               |                                               |                                                      |                                                      |                                                      |                                                      |                                                           |                                                           |                                                           |                                                           |                                                                |                                                                |                                                                |                                                                |                                                                |                                                                |                                                       |                                                       |                                                       |                                                       |                                                       |                                                       |                                         |                                         |  |  |                                                        |                                                        |                                                        |                                                        |                                                        |                                                        |  |  |  |  |  |  |  |  |  |  |
|  |  |  |  |  |  |                                                       |                                                       |                                                       |                                                       |                                                       |                                                       |  |  |                                                   |                                                   |                                                   |                                                   |                                                   |                                                   |                           |                           | Friedrich Ludwig Abel (1794-1820) musicista   | Friedrich Ludwig Abel (1794-1820) musicista   | Friedrich Ludwig Abel (1794-1820) musicista          | Friedrich Ludwig Abel (1794-1820) musicista          | Friedrich Ludwig Abel (1794-1820) musicista          | Friedrich Ludwig Abel (1794-1820) musicista          |                                                           |                                                           | Johann Leopold Abel (1795-1871) musicista                 | Johann Leopold Abel (1795-1871) musicista                 | Johann Leopold Abel (1795-1871) musicista                      | Johann Leopold Abel (1795-1871) musicista                      | Johann Leopold Abel (1795-1871) musicista                      | Johann Leopold Abel (1795-1871) musicista                      |                                                                |                                                                | Louise Hopkins                                        | Louise Hopkins                                        | Louise Hopkins                                        | Louise Hopkins                                        | Louise Hopkins                                        | Louise Hopkins                                        |                                         |                                         |  |  |                                                        |                                                        |                                                        |                                                        |                                                        |                                                        |  |  |  |  |  |  |  |  |  |  |
|  |  |  |  |  |  |                                                       |                                                       |                                                       |                                                       |                                                       |                                                       |  |  |                                                   |                                                   |                                                   |                                                   |                                                   |                                                   |                           |                           | Friedrich Ludwig Abel (1794-1820) musicista   | Friedrich Ludwig Abel (1794-1820) musicista   | Friedrich Ludwig Abel (1794-1820) musicista          | Friedrich Ludwig Abel (1794-1820) musicista          | Friedrich Ludwig Abel (1794-1820) musicista          | Friedrich Ludwig Abel (1794-1820) musicista          |                                                           |                                                           | Johann Leopold Abel (1795-1871) musicista                 | Johann Leopold Abel (1795-1871) musicista                 | Johann Leopold Abel (1795-1871) musicista                      | Johann Leopold Abel (1795-1871) musicista                      | Johann Leopold Abel (1795-1871) musicista                      | Johann Leopold Abel (1795-1871) musicista                      |                                                                |                                                                | Louise Hopkins                                        | Louise Hopkins                                        | Louise Hopkins                                        | Louise Hopkins                                        | Louise Hopkins                                        | Louise Hopkins                                        |                                         |                                         |  |  |                                                        |                                                        |                                                        |                                                        |                                                        |                                                        |  |  |  |  |  |  |  |  |  |  |
|  |  |  |  |  |  |                                                       |                                                       |                                                       |                                                       |                                                       |                                                       |  |  |                                                   |                                                   |                                                   |                                                   |                                                   |                                                   |                           |                           |                                               |                                               |                                                      |                                                      |                                                      |                                                      |                                                           |                                                           |                                                           |                                                           |                                                                |                                                                |                                                                |                                                                |                                                                |                                                                |                                                       |                                                       |                                                       |                                                       |                                                       |                                                       |                                         |                                         |  |  |                                                        |                                                        |                                                        |                                                        |                                                        |                                                        |  |  |  |  |  |  |  |  |  |  |
|  |  |  |  |  |  |                                                       |                                                       |                                                       |                                                       |                                                       |                                                       |  |  |                                                   |                                                   |                                                   |                                                   |                                                   |                                                   |                           |                           |                                               |                                               |                                                      |                                                      |                                                      |                                                      |                                                           |                                                           |                                                           |                                                           |                                                                |                                                                | Frederick Augustus Abel (1827-1902) chimico                    |                                                                |                                                                |                                                                |                                                       |                                                       |                                                       |                                                       |                                                       |                                                       |                                         |                                         |  |  |                                                        |                                                        |                                                        |                                                        |                                                        |                                                        |  |  |  |  |  |  |  |  |  |  |
|  |  |  |  |  |  |                                                       |                                                       |                                                       |                                                       |                                                       |                                                       |  |  |                                                   |                                                   |                                                   |                                                   |                                                   |                                                   |                           |                           |                                               |                                               |                                                      |                                                      |                                                      |                                                      |                                                           |                                                           |                                                           |                                                           |                                                                |                                                                |                                                                |                                                                |                                                                |                                                                |                                                       |                                                       |                                                       |                                                       |                                                       |                                                       |                                         |                                         |  |  |                                                        |                                                        |                                                        |                                                        |                                                        |                                                        |  |  |  |  |  |  |  |  |  |  |
|  |  |  |  |  |  |                                                       |                                                       |                                                       |                                                       |                                                       |                                                       |  |  |                                                   |                                                   |                                                   |                                                   |                                                   |                                                   |                           |                           |                                               |                                               |                                                      |                                                      |                                                      |                                                      |                                                           |                                                           |                                                           |                                                           |                                                                |                                                                |                                                                |                                                                |                                                                |                                                                |                                                       |                                                       |                                                       |                                                       |                                                       |                                                       |                                         |                                         |  |  |                                                        |                                                        |                                                        |                                                        |                                                        |                                                        |  |  |  |  |  |  |  |  |  |  |